# Эль-Карима
Эль-Карима (араб. كريمة‎) — небольшой город на северо-западе Сирии, расположенный на территории мухафазы Тартус. Входит в состав района Тартус. Является центром одноимённой нахии.

## Географическое положение
Город находится в южной части мухафазы, вблизи государственной границы с Ливаном, на высоте 47 метров над уровнем моря.

Эль-Карима расположена на расстоянии приблизительно 25 километров к юго-востоку от Тартуса, административного центра провинции и на расстоянии 124 километров к северо-северо-западу (NNW) от Дамаска, столицы страны.

## Население
По данным официальной переписи 2004 года численность населения города составляла 3461 человек (1730 мужчин и 1731 женщина). Насчитывалось 597 домохозяйств. В конфессиональном составе населения преобладают алавиты.

## Транспорт
Ближайший гражданский аэропорт — Международный аэропорт имени Басиля Аль-Асада.